# Open di Francia 2008
L'Open di Francia 2008, la 107ª edizione degli Open di Francia di tennis, si è svolto sui campi in terra rossa dello Stade Roland Garros di Parigi, Francia, dal 25 maggio all'8 giugno 2008.
In campo maschile sono stati rispettati i pronostici e il titolo è andato per il quarto anno consecutivo e senza perdere un set allo spagnolo Rafael Nadal che ha sconfitto in finale, con un netto 6–1, 6–3, 6–0, il numero uno del mondo Roger Federer per la terza volta in tre anni.
Nadal eguaglia così due record detenuti dallo svedese Björn Borg che era stato capace di aggiudicarsi il torneo per quattro edizioni consecutive (dal 1978 al 1981) in una delle quali senza perdere un set (1980).
La sorpresa del torneo maschile è il francese Gaël Monfils, 63° della entry list, capace di arrivare fino in semifinale eliminando a sorpresa agli ottavi il croato Ivan Ljubičić e ai quarti lo spagnolo David Ferrer prima di arrendersi in semifinale contro Federer.
In campo femminile il successo è andato, dopo la sconfitta in finale dell'anno precedente per mano di Justine Henin, alla serba seconda testa di serie Ana Ivanović che conquista il primo slam in carriera e raggiunge il primo posto del ranking sconfiggendo in finale la russa Dinara Safina (tds 13) con il punteggio di 6–3, 6–3,
La stessa Safina aveva precedentemente estromesso dal torneo agli ottavi la prima giocatrice al mondo e testa di serie numero 1 Marija Šarapova.
Non si sono registrati particolari rilevanti, le uniche due tenniste non testa di serie giunte ai quarti sono state l'estone Kaia Kanepi e la spagnola Carla Suárez Navarro, eliminate dalle più quotate Kuznecova e Janković.

## Partecipanti ATP

### Teste di serie
| Nazionalità | Giocatore           | Ranking | Testa di serie |
| ----------- | ------------------- | ------- | -------------- |
| Svizzera    | Roger Federer       | 1       | 1              |
| Spagna      | Rafael Nadal        | 2       | 2              |
| Serbia      | Novak Đoković       | 3       | 3              |
| Russia      | Nikolaj Davydenko   | 4       | 4              |
| Spagna      | David Ferrer        | 5       | 5              |
| Argentina   | David Nalbandian    | 7       | 6              |
| Stati Uniti | James Blake         | 8       | 7              |
| Francia     | Richard Gasquet     | 9       | 8              |
| Svizzera    | Stan Wawrinka       | 10      | 9              |
| Regno Unito | Andy Murray         | 11      | 10             |
| Rep. Ceca   | Tomáš Berdych       | 12      | 11             |
| Spagna      | Tommy Robredo       | 13      | 12             |
| Argentina   | Juan Mónaco         | 14      | 13             |
| Francia     | Jo-Wilfried Tsonga  | 15      | 14             |
| Russia      | Michail Južnyj      | 16      | 15             |
| Spagna      | Carlos Moyá         | 17      | 16             |
| Cipro       | Marcos Baghdatis    | 18      | 17             |
| Francia     | Paul Henri Mathieu  | 19      | 18             |
| Spagna      | Nicolás Almagro     | 20      | 19             |
| Croazia     | Ivo Karlović        | 21      | 20             |
| Rep. Ceca   | Radek Štěpánek      | 22      | 21             |
| Spagna      | Fernando Verdasco   | 23      | 22             |
| Spagna      | Juan Carlos Ferrero | 24      | 23             |
| Cile        | Fernando González   | 25      | 24             |
| Australia   | Lleyton Hewitt      | 26      | 25             |
| Finlandia   | Jarkko Nieminen     | 27      | 26             |
| Russia      | Igor' Andreev       | 28      | 27             |
| Croazia     | Ivan Ljubičić       | 29      | 28             |
| Argentina   | Guillermo Cañas     | 30      | 29             |
| Russia      | Dmitrij Tursunov    | 31      | 30             |
| Italia      | Andreas Seppi       | 32      | 31             |
| Serbia      | Janko Tipsarević    | 33      | 32             |

### Altri partecipanti
I seguenti giocatori hanno ricevuto una wildcard per il tabellone principale:
- Jérémy Chardy
- Wayne Odesnik
- Éric Prodon
- Olivier Patience
- Robert Smeets
- Adrian Mannarino
- Jonathan Eysseric
- Gustavo Kuerten

I seguenti giocatori sono passati dalle qualificazioni:

- Eduardo Schwank
- Nicolas Devilder
- Thomaz Bellucci
- Paul Capdeville
- Máximo González
- Roko Karanušić
- Miguel Ángel López Jaén
- Frederico Gil
- Diego Junqueira
- Jesse Huta Galung
- Simon Greul
- Daniel Brands
- Scoville Jenkins
- Jean Rene Lisnard
- David Marrero
- Victor Crivoi
- Jérémy Chardy (Lucky loser)
- Wayne Odesnik (Lucky loser)
- Evgenij Korolëv (Lucky loser)
- Luis Horna (Lucky loser)
- Pablo Andújar (Lucky loser)
- Marc López (Lucky loser)
- Santiago Giraldo (Lucky loser)
- Josselin Ouanna (Lucky loser)
- Sebastian Decoud (Lucky loser)

## Senior

### Legenda
| - Q = Qualificato - WC = Wild card - LL = Lucky loser | - ALT = Alternate - SE = Special Exempt - PR = Protected Ranking | - w/o = Walkover - r = Ritirato - d = Squalificato |

### Singolare maschile
Rafael Nadal ha battuto  Roger Federer con il punteggio di 6–1, 6–3, 6–0.
|  | Quarti di finale | Quarti di finale  | Quarti di finale  | Quarti di finale | Quarti di finale | Quarti di finale | Quarti di finale |  |  | Semifinali    | Semifinali    | Semifinali    | Semifinali    | Semifinali   | Semifinali   | Semifinali |   |   | Finale        | Finale        | Finale        | Finale        | Finale | Finale | Finale |  |
|  |                  |                   |                   |                  |                  |                  |                  |  |  |               |               |               |               |              |              |            |   |   |               |               |               |               |        |        |        |  |
|  | 1                | Roger Federer     | Roger Federer     | 2                | 6                | 6                | 6                |  |  |               |               |               |               |              |              |            |   |   |               |               |               |               |        |        |        |  |
|  | 24               | Fernando González | Fernando González | 6                | 2                | 3                | 4                |  |  | Roger Federer | Roger Federer | Roger Federer | 6             | 5            | 6            | 7          |   |   |               |               |               |               |        |        |        |  |
|  |                  | Gaël Monfils      | Gaël Monfils      | 6                | 3                | 6                | 6                |  |  | Gaël Monfils  | Gaël Monfils  | Gaël Monfils  | 2             | 7            | 3            | 5          |   |   |               |               |               |               |        |        |        |  |
|  | 5                | David Ferrer      | David Ferrer      | 3                | 6                | 3                | 1                |  |  |               |               |               |               |              |              |            |   |   | Roger Federer | Roger Federer | Roger Federer | Roger Federer | 1      | 3      | 0      |  |
|  |                  | Ernests Gulbis    | Ernests Gulbis    | Ernests Gulbis   | 5                | 63               | 5                |  |  |               |               | Rafael Nadal  | Rafael Nadal  | Rafael Nadal | Rafael Nadal | 6          | 6 | 6 |               |               |               |               |        |        |        |  |
|  | 3                | Novak Đoković     | Novak Đoković     | Novak Đoković    | 7                | 7                | 7                |  |  | Novak Đoković | Novak Đoković | Novak Đoković | Novak Đoković | 4            | 2            | 63         |   |   |               |               |               |               |        |        |        |  |
|  | 19               | Nicolás Almagro   | Nicolás Almagro   | Nicolás Almagro  | 1                | 1                | 1                |  |  | Rafael Nadal  | Rafael Nadal  | Rafael Nadal  | Rafael Nadal  | 6            | 6            | 7          |   |   |               |               |               |               |        |        |        |  |
|  | 2                | Rafael Nadal      | Rafael Nadal      | Rafael Nadal     | 6                | 6                | 6                |  |  |               |               |               |               |              |              |            |   |   |               |               |               |               |        |        |        |  |

### Singolare femminile
Ana Ivanović ha battuto  Dinara Safina con il punteggio di 6–4, 6–3.
|  | Quarti di finale | Quarti di finale     | Quarti di finale     | Quarti di finale | Quarti di finale |  |  | Semifinali         | Semifinali         | Semifinali         | Semifinali   | Semifinali   |   |   | Finale        | Finale        | Finale        | Finale | Finale |  |
|  |                  |                      |                      |                  |                  |  |  |                    |                    |                    |              |              |   |   |               |               |               |        |        |  |
|  | 13               | Dinara Safina        | 4                    | 7                | 6                |  |  |                    |                    |                    |              |              |   |   |               |               |               |        |        |  |
|  | 7                | Elena Dement'eva     | 6                    | 65               | 0                |  |  | Dinara Safina      | Dinara Safina      | Dinara Safina      | 6            | 6            |   |   |               |               |               |        |        |  |
|  | 4                | Svetlana Kuznecova   | Svetlana Kuznecova   | 7                | 6                |  |  | Svetlana Kuznecova | Svetlana Kuznecova | Svetlana Kuznecova | 3            | 2            |   |   |               |               |               |        |        |  |
|  |                  | Kaia Kanepi          | Kaia Kanepi          | 5                | 2                |  |  |                    |                    |                    |              |              |   |   | Dinara Safina | Dinara Safina | Dinara Safina | 4      | 3      |  |
|  | Q                | Carla Suárez Navarro | Carla Suárez Navarro | 3                | 2                |  |  |                    |                    | Ana Ivanović       | Ana Ivanović | Ana Ivanović | 6 | 6 |               |               |               |        |        |  |
|  | 3                | Jelena Janković      | Jelena Janković      | 6                | 6                |  |  | Jelena Janković    | Jelena Janković    | 4                  | 6            | 4            |   |   |               |               |               |        |        |  |
|  | 10               | Patty Schnyder       | Patty Schnyder       | 3                | 2                |  |  | Ana Ivanović       | Ana Ivanović       | 6                  | 3            | 6            |   |   |               |               |               |        |        |  |
|  | 2                | Ana Ivanović         | Ana Ivanović         | 6                | 6                |  |  |                    |                    |                    |              |              |   |   |               |               |               |        |        |  |

### Doppio maschile
Pablo Cuevas /  Luis Horna hanno battuto  Bob Bryan /  Mike Bryan con il punteggio di 6–2, 6–3.
|  | Quarti di finale                | Quarti di finale                | Quarti di finale                | Quarti di finale | Quarti di finale |  |  | Semifinali                     | Semifinali                     | Semifinali                   | Semifinali                   | Semifinali                   |   |   | Finale                  | Finale                  | Finale                  | Finale | Finale |  |
|  |                                 |                                 |                                 |                  |                  |  |  |                                |                                |                              |                              |                              |   |   |                         |                         |                         |        |        |  |
|  | 1                               | Bob Bryan Mike Bryan            | 3                               | 7                | 6(1)             |  |  |                                |                                |                              |                              |                              |   |   |                         |                         |                         |        |        |  |
|  |                                 | Pablo Cuevas Luis Horna         | 6                               | 5                | 7                |  |  | Pablo Cuevas Luis Horna        | Pablo Cuevas Luis Horna        | 6                            | 67                           | 7                            |   |   |                         |                         |                         |        |        |  |
|  | ALT                             | Bruno Soares Dušan Vemić        | Bruno Soares Dušan Vemić        | 7                | 6                |  |  | Bruno Soares Dušan Vemić       | Bruno Soares Dušan Vemić       | 4                            | 7                            | 6                            |   |   |                         |                         |                         |        |        |  |
|  | 8                               | Jonas Björkman Kevin Ullyett    | Jonas Björkman Kevin Ullyett    | 5                | 3                |  |  |                                |                                |                              |                              |                              |   |   | Pablo Cuevas Luis Horna | Pablo Cuevas Luis Horna | Pablo Cuevas Luis Horna | 6      | 6      |  |
|  | Janko Tipsarević Viktor Troicki | Janko Tipsarević Viktor Troicki | Janko Tipsarević Viktor Troicki | 3                | 4                |  |  |                                |                                | Daniel Nestor Nenad Zimonjić | Daniel Nestor Nenad Zimonjić | Daniel Nestor Nenad Zimonjić | 2 | 3 |                         |                         |                         |        |        |  |
|  | Igor' Kunicyn Dmitrij Tursunov  | Igor' Kunicyn Dmitrij Tursunov  | Igor' Kunicyn Dmitrij Tursunov  | 6                | 6                |  |  | Igor' Kunicyn Dmitrij Tursunov | Igor' Kunicyn Dmitrij Tursunov | 6                            | 4                            | 4                            |   |   |                         |                         |                         |        |        |  |
|  |                                 | Steve Darcis Olivier Rochus     | Steve Darcis Olivier Rochus     | 1                | 4                |  |  | Daniel Nestor Nenad Zimonjić   | Daniel Nestor Nenad Zimonjić   | 4                            | 6                            | 6                            |   |   |                         |                         |                         |        |        |  |
|  | 2                               | Daniel Nestor Nenad Zimonjić    | Daniel Nestor Nenad Zimonjić    | 6                | 6                |  |  |                                |                                |                              |                              |                              |   |   |                         |                         |                         |        |        |  |

### Doppio femminile
Anabel Medina Garrigues /  Virginia Ruano Pascual hanno battuto  Casey Dellacqua /  Francesca Schiavone con il punteggio di 2–6, 7–5, 6–4.
|  | Quarti di finale | Quarti di finale                                   | Quarti di finale                                   | Quarti di finale | Quarti di finale |  |  | Semifinali                                     | Semifinali                                     | Semifinali                                     | Semifinali                          | Semifinali |   |   | Finale                                         | Finale                                         | Finale | Finale | Finale |  |
|  |                  |                                                    |                                                    |                  |                  |  |  |                                                |                                                |                                                |                                     |            |   |   |                                                |                                                |        |        |        |  |
|  | 1                | Cara Black Liezel Huber                            | Cara Black Liezel Huber                            | 7                | 6                |  |  |                                                |                                                |                                                |                                     |            |   |   |                                                |                                                |        |        |        |  |
|  |                  | Nuria Llagostera Vives María José Martínez Sánchez | Nuria Llagostera Vives María José Martínez Sánchez | 6                | 2                |  |  | Cara Black Liezel Huber                        | Cara Black Liezel Huber                        | Cara Black Liezel Huber                        | 4                                   | 62         |   |   |                                                |                                                |        |        |        |  |
|  | 4                | Yung-jan Chan Chia-jung Chuang                     | 7                                                  | 5                | 5                |  |  | Anabel Medina Garrigues Virginia Ruano Pascual | Anabel Medina Garrigues Virginia Ruano Pascual | Anabel Medina Garrigues Virginia Ruano Pascual | 6                                   | 7          |   |   |                                                |                                                |        |        |        |  |
|  | 10               | Anabel Medina Garrigues Virginia Ruano Pascual     | 64                                                 | 7                | 7                |  |  |                                                |                                                |                                                |                                     |            |   |   | Anabel Medina Garrigues Virginia Ruano Pascual | Anabel Medina Garrigues Virginia Ruano Pascual | 2      | 7      | 6      |  |
|  | 6                | Viktoryja Azaranka Shahar Peer                     | Viktoryja Azaranka Shahar Peer                     | 64               | 5                |  |  |                                                |                                                | Casey Dellacqua Francesca Schiavone            | Casey Dellacqua Francesca Schiavone | 6          | 5 | 4 |                                                |                                                |        |        |        |  |
|  |                  | Casey Dellacqua Francesca Schiavone                | Casey Dellacqua Francesca Schiavone                | 7                | 7                |  |  | Casey Dellacqua Francesca Schiavone            | Casey Dellacqua Francesca Schiavone            | Casey Dellacqua Francesca Schiavone            | 6                                   | 6          |   |   |                                                |                                                |        |        |        |  |
|  | 7                | Al'ona Bondarenko Kateryna Bondarenko              | Al'ona Bondarenko Kateryna Bondarenko              | 6                | 6                |  |  | Al'ona Bondarenko Kateryna Bondarenko          | Al'ona Bondarenko Kateryna Bondarenko          | Al'ona Bondarenko Kateryna Bondarenko          | 2                                   | 1          |   |   |                                                |                                                |        |        |        |  |
|  |                  | Ashley Harkleroad Galina Voskoboeva                | Ashley Harkleroad Galina Voskoboeva                | 3                | 3                |  |  |                                                |                                                |                                                |                                     |            |   |   |                                                |                                                |        |        |        |  |

### Doppio misto
Viktoryja Azaranka /  Bob Bryan hanno battuto  Katarina Srebotnik /  Nenad Zimonjić con il punteggio di 6–2, 7–6(4).
|  | Semifinali | Semifinali                        | Semifinali                        | Semifinali                        | Semifinali |  |  | Finale                            | Finale                            | Finale                            | Finale | Finale |  |
|  |            |                                   |                                   |                                   |            |  |  |                                   |                                   |                                   |        |        |  |
|  | 1          | Katarina Srebotnik Nenad Zimonjić | Katarina Srebotnik Nenad Zimonjić | Katarina Srebotnik Nenad Zimonjić | w/o        |  |  |                                   |                                   |                                   |        |        |  |
|  |            | Jie Zheng Mahesh Bhupathi         | Jie Zheng Mahesh Bhupathi         | Jie Zheng Mahesh Bhupathi         |            |  |  | Katarina Srebotnik Nenad Zimonjić | Katarina Srebotnik Nenad Zimonjić | Katarina Srebotnik Nenad Zimonjić | 2      | 64     |  |
|  | 3          | Viktoryja Azaranka Bob Bryan      | 4                                 | 6                                 | [10]       |  |  | Viktoryja Azaranka Bob Bryan      | Viktoryja Azaranka Bob Bryan      | Viktoryja Azaranka Bob Bryan      | 6      | 7      |  |
|  | 2          | Květa Peschke Pavel Vízner        | 6                                 | 3                                 | [8]        |  |  |                                   |                                   |                                   |        |        |  |

## Junior

### Singolare ragazzi
Tsung-hua Yang ha battuto in finale  Jerzy Janowicz con il punteggio di 6–3, 7–6(5).

### Singolare ragazze
Simona Halep ha battuto in finale  Elena Bogdan con il punteggio di  6–4, 6(3)–7, 6–2.

### Doppio ragazzi
Henri Kontinen /  Christopher Rungkat hanno battuto in finale  Jaan-Frederik Brunken /  Matt Reid con il punteggio di 6–0, 6–3.

### Doppio ragazze
Polona Hercog /  Jessica Moore hanno battuto in finale  Lesley Kerkhove /  Arantxa Rus con il punteggio di  5–7, 6–1, [10–7].

## Altri eventi

### Doppio leggende under 45
Goran Ivanišević /  Michael Stich hanno battuto in finale  Richard Krajicek /  Emilio Sánchez con il punteggio di 6–1, 7–6(5).

### Doppio leggende over 45
Anders Järryd /  John McEnroe hanno battuto in finale  Mansour Bahrami /  Henri Leconte con il punteggio di 6–4, 7–6(2).

### Singolare maschile in carrozzina
Shingo Kunieda ha battuto in finale  Robin Ammerlaan con il punteggio di 6–0, 7–6(5).

### Singolare femminile in carrozzina
Esther Vergeer ha battuto in finale  Korie Homan con il punteggio di 6–2, 6–2.

### Doppio maschile in carrozzina
Shingo Kunieda /  Maikel Scheffers hanno battuto in finale  Robin Ammerlaan /  Ronald Vink con il punteggio di 6–2, 7–5.

### Doppio femminile in carrozzina
Jiske Griffioen /  Esther Vergeer hanno battuto in finale  Korie Homan /  Sharon Walraven con il punteggio di 6–4, 6–4.